# Cardiophorus klapperichi
Cardiophorus klapperichi is een keversoort uit de familie kniptorren (Elateridae). De wetenschappelijke naam van de soort is voor het eerst geldig gepubliceerd in 1974 door Gurjeva.